# Karl Altmann (Politiker)
Karl Altmann (* 8. Jänner 1904 in Wien; † 29. Dezember 1960 ebenda) war ein österreichischer Beamter und Politiker (KPÖ).
Karl Altmann war Obersenatsrat der Gemeinde Wien. Nach Ende des Zweiten Weltkriegs wurde er 1945 Unterstaatssekretär für Justiz in der provisorischen Regierung Renner, von 1945 bis 1947 war er in der Allparteienregierung Bundesminister für Elektrifizierung und Energiewirtschaft, bevor er aus Protest gegen die Währungsreform zurücktrat und damit die Mitarbeit der KPÖ an der Regierung beendete.
Er war Ehemann von Helene Postranecky.